# Tokár György
Tokár György (Budapest, 1933. július 14. – 2019. február 8.) Ybl Miklós-díjas magyar építész.

## Életútja
1956-ban a Budapest Műszaki Egyetem Építészmérnöki Karán szerzett diplomát. 1958 és 1960 között a MÉSZ Mesteriskoláját végezte el. 1956–58 között a Vegyterv munkatársa volt. 1958–70 között az Iparterv, 1970-től a BVTV tervezője, majd irodavezetője volt. 1963–64-ben Londonban a Chamberlin, Powel and Bonn cégnél dolgozott. 1977–78-ban a kanadai Carleton Egyetem ösztöndíjasa, majd vendégelőadója volt.

## Díjai
- Ybl Miklós-díj (1970)
- Prima díj (2018)

## Fontosabb munkái
- Budapest, Hajnóczy utca 4. szám alatti lakóház (1958–59, Emődy Attilával)
- MTA KFKI étterme (1962–64)
- bajai Eötvös József Főiskola kollégiuma (1963–73)
- Elektromos Művek munkásszállója (1969–73)
- Láng Gépgyár kultúrháza (1968–70)
- ceglédi lakóházak (1974–80)
- büki templombővítés (1979)
- Semmelweis utcai irodaház (1984–90)
- Budapest, Hertelendi utcai lakóház (1984–90)
- Váci utcai óra-ékszerüzlet építészeti és belsőépítészeti kialakítása (1990)
- Rákóczi téri vásárcsarnok rekonstrukciója (1991, Hídasi Györggyel)
- Vámház kórúti Központi Vásárcsarnok rekonstrukciója (1993–94)